# Battaglia di Cuddalore (1783)
La battaglia di Cuddalore fu una battaglia navale tra la flotta britannica, capitanata dal viceammiraglio Edward Hughes, e una flotta francese leggermente meno numerosa capitanata da Bailli de Suffren al largo delle coste indiane di Cuddalore durante la rivoluzione americana.
La battaglia ebbe luogo il 20 giugno 1783 dopo che la pace era già stata firmata in Europa ma quando ancora la notizia del termine della guerra non era giunta in India.
Con la morte di Hyder Ali, i britannici decisero di attaccare nuovamente Cuddalore. La flotta francese, agli ordini di Bailli de Suffren, si fermò al largo del porto il 13 giugno. Una settimana di vento incostante impedì a entrambi gli schieramenti di attaccare, ma il 20 giugno i francesi attaccarono. Nessuna nave venne seriamente danneggiata, benché il numero di morti e feriti finale fosse stato molto elevato da entrambe le parti (circa 100 morti e 400 feriti). La vittoria di Suffren impedì la perdita di Cuddalore.
Questa fu l'ultima battaglia della Rivoluzione americana.